# Abdullah Karaca

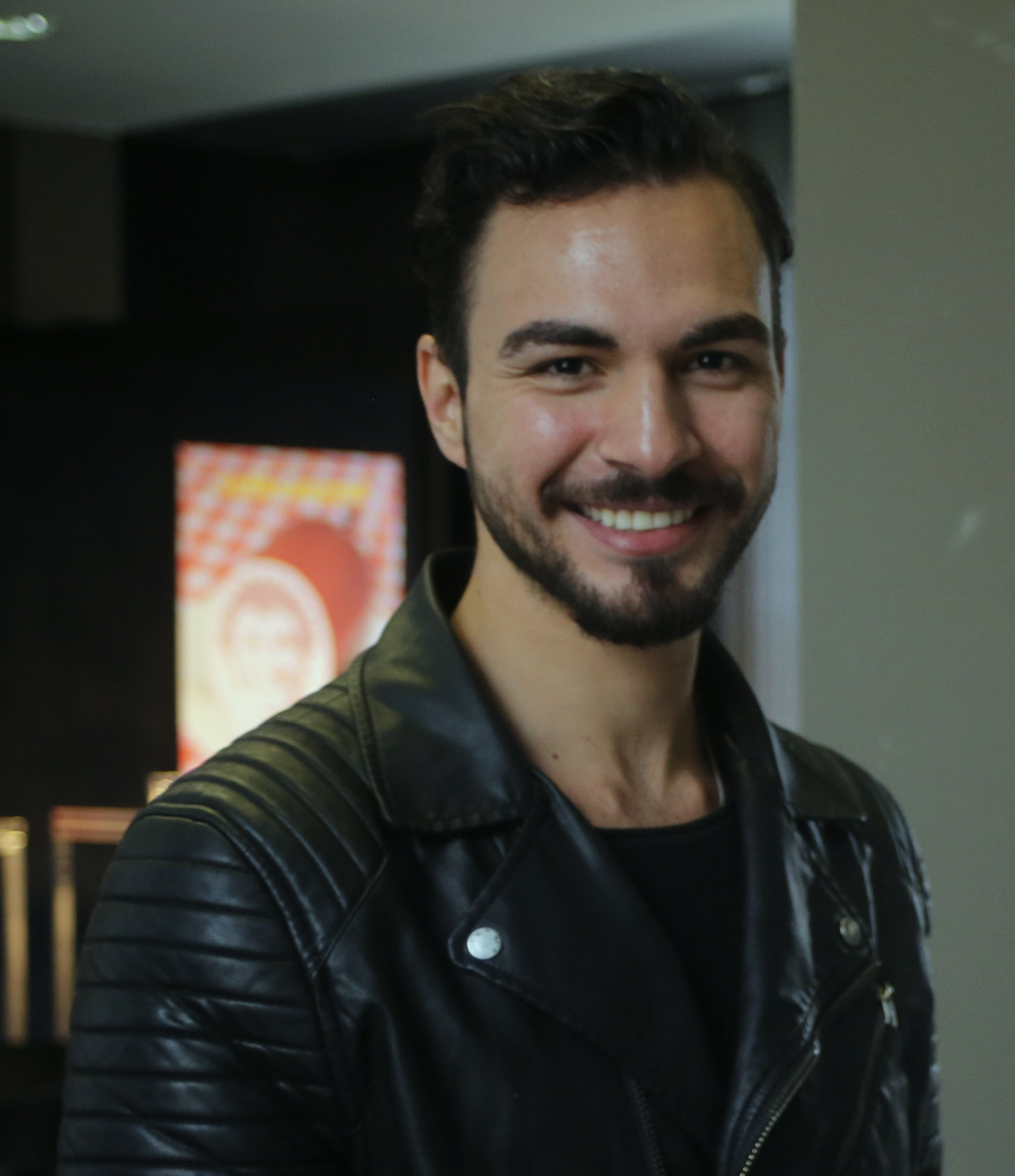
Abdullah Kenan Karaca (September 2015)

Abdullah Kenan Karaca (* 1989 in Garmisch-Partenkirchen) ist ein deutscher Theaterregisseur.

## Leben
Karaca wuchs in Oberammergau als Sohn türkischer Einwanderer auf. Sein Vater hatte in der Türkei Werkzeugmacher gelernt, die Mutter arbeitete als Schneiderin. Als Elfjähriger wirkte Abdullah Karaca unter der Leitung von Christian Stückl bei den Oberammergauer Passionsspielen mit. Mit 16 Jahren zog er mit seinem älteren Bruder nach München, wo er sein Abitur machte.
Nach einem Semester Germanistik und Literaturwissenschaft in Ankara kehrte er nach München zurück und kam 2009 als Regieassistent an das Münchner Volkstheater, wo er vornehmlich unter Christian Stückl arbeitete. Er war unter Stückl auch Regieassistent bei den Salzburger Festspielen (Jedermann). 2011 arbeitete er außerhalb des Volkstheaters bei der Thomas-Mann-Adaption Joseph und seine Brüder am Oberammergauer Passionstheater. Im selben Jahr wurde Karaca Leiter des Jugendclubs am Münchner Volkstheater.
2012 bis 2015 studierte Karaca an der Hochschule für Musik und Theater Hamburg Regie und schloss das Studium mit einer Inszenierung von Rainer Werner Fassbinders Theaterstück Katzelmacher ab, das er erneut 2016 in der Spielstätte Kampnagel inszenierte.
Mit der Inszenierung von Arabboy nach Güner Yasemin Balcı folgte 2013 das Regiedebüt Karacas am Volkstheater.
Im Juni 2015 wurde Karaca vom Oberammergauer Gemeinderat zum zweiten Leiter der Oberammergauer Passionsspiele 2020 bestimmt. Im Rahmen des Theatersommers in Oberammergau zeigte er 2015 Romeo und Julia von William Shakespeare in einem Zirkuszelt neben dem Passionstheater und 2017 Die Geierwally von Wilhelmine von Hillern auf einer Freilichtbühne am Laberberg.
Von 2015 bis 2019 war er Hausregisseur am Münchner Volkstheater, wo er seine Tätigkeit im Oktober mit einer Inszenierung von Werner Schwabs Präsidentinnen eröffnete. 2016 folgten Fassbinders Katzelmacher und Medea von Euripides, 2017 Verstehen Sie den Dschihadismus in acht Schritten! von Sasha Marianna Salzmann und Volpone von Stefan Zweig nach Ben Jonson sowie 2018 Das Bildnis des Dorian Gray nach Oscar Wilde und Der haarige Affe von Eugene O’Neill 2019. Seit 2019 ist Karaca freier Regisseur. Am Theater Konstanz inszenierte er 2022 Muttersprache Mameloschn von Sasha Marianna Salzmann und 2023 Morgen ist auch noch ein Tag von Philipp Löhle sowie auch State of the Union, ein Theaterstück, das auf Keiner hat gesagt, dass du ausziehen sollst: Eine Ehe in zehn Sitzungen von Nick Hornby basiert und 2019 für das britische Fernsehen von Stephen Frears verfilmt wurde.

## Inszenierungen
- 2012: Arabboy
- 2013: Der große Gatsby
- 2014: Woyzeck
- 2015: Romeo und Julia
- 2015: Präsidentinnen
- 2016: Katzelmacher
- 2016: Für immer ganz oben
- 2016: Medea
- 2017: Verstehen Sie den Dschihadismus in acht Schritten!
- 2017: Volpone
- 2017: Die Geierwally
- 2018: Die Physiker
- 2018: Das Bildnis des Dorian Gray
- 2018: Kurze Interviews mit fiesen Männern
- 2019: Der haarige Affe
- 2020: Probleme Probleme
- 2021: ÜBERGEWICHT, unwichtig: UNFORM
- 2021: Muttersprache Mameloschn
- 2023: Morgen ist auch noch ein Tag
- 2023: State of the Union: Eine Ehe in zehn Sitzungen

## Auszeichnungen
2016: Förderpreis Theater der Landeshauptstadt München